# Un dollaro di fifa
Un dollaro di fifa è un film italiano del 1960 diretto da Giorgio Simonelli.

## Trama

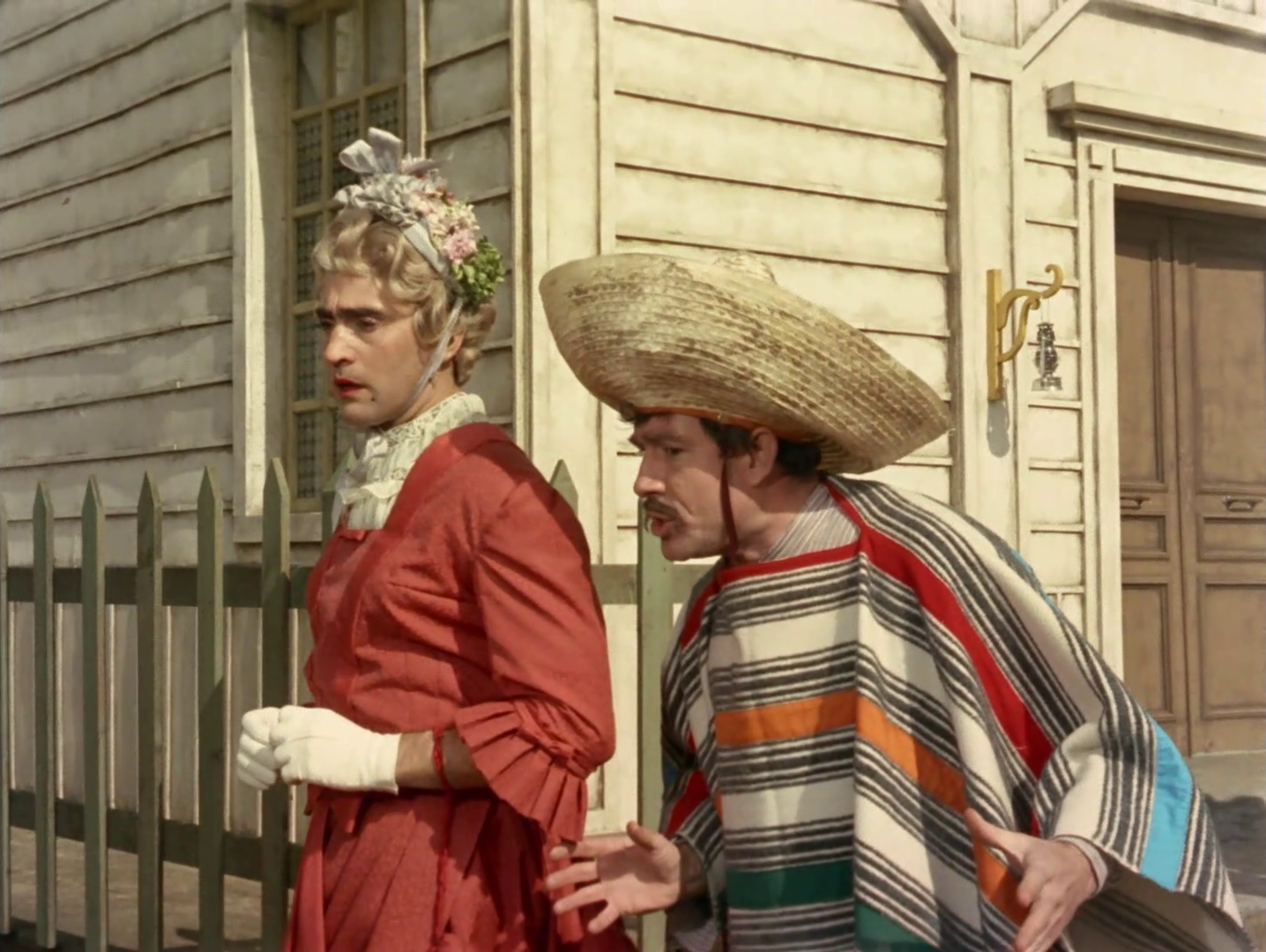
Mike e Alamo si travestono da donna e messicano per sfuggire ai banditi

Alamo e Mike, due prestigiatori pasticcioni, fanno di tutto per raggiungere la fama nel selvaggio West. Quando una tribù di pellerossa li invita a eseguire i loro numeri, i due fanno sparire la moglie del capo tribù, senza riuscire a riportarla indietro, così sono costretti a darsi alla fuga.
Arrivati a Paradise City, rinominata Danger City, dove è stato appena ucciso lo sceriffo, i due maghi vengono accolti con clamore dalla folla, sebbene non capiscano nulla di legge e tanto meno siano preparati a governare un paese. Per un po' di tempo Mike e Alamo si trovano bene nella cittadina, innamorandosi anche di due belle ragazze, figlie dello sceriffo deceduto; ma ben presto giunge un feroce bandito, che è anche uno dei molti individui che in passato Alamo e Mike hanno imbrogliato con i loro trucchi. Quando i due vengono scoperti e smascherati, vengono condannati alla forca, ma riescono a far perdere le proprie tracce al momento dell'esecuzione e a ricomparire fuori dalla città, dove se la danno a gambe.